# Islande aux Jeux olympiques d'été de 2000
L'Islande participe aux Jeux olympiques d'été de 2000 à Sydney. Sa délégation est composée de 18 athlètes répartis dans 5 sports et son porte-drapeau est Guðrún Arnardóttir. Au terme des Olympiades, la nation se classe 71e ex æquo avec 9 autres pays; cet ensemble de délégation ayant chacun gagné une médaille de bronze.

## Nombre d'athlètes qualifiés par sport
Voici la liste des qualifiés et sélectionnés Islandais par sport (remplaçants compris) :
| Sport      | Hommes | Femmes | Total |
| ---------- | ------ | ------ | ----- |
| Athlétisme | 2      | 4      | 6     |

## Liste des médaillés islandais

### Médailles d'or
Aucun athlète islandais ne remporte de médaille d'or durant ces JO.

### Médailles d'argent
Aucun athlète islandais ne remporte de médaille d'argent durant ces JO.

### Médailles de bronze
| Sport                   | Discipline       | Sportifs         | Performance |
| Médailles de bronze : 1 |                  |                  |             |
| Athlétisme              | Saut à la perche | Vala Flosadottir | 4,50 m      |

## Athlétisme

### Hommes
| Athlète                  | Épreuve          | Qualification | Qualification | Finale      | Finale  |
| Athlète                  | Épreuve          | Performance   | Rang          | Performance | Rang    |
| ------------------------ | ---------------- | ------------- | ------------- | ----------- | ------- |
| Magnus Aron Hallgrimsson | Lancer du disque | 60,95 m       | 21e           | Eliminé     | Eliminé |
| Jón Arnar Magnússon      | Décathlon        | Non disputé   | Non disputé   | DNF         | /       |

### Femmes
| Athlète            | Épreuve          | Séries      | Séries      | Quarts de finale | Quarts de finale | Demi-finales | Demi-finales | Finale  | Finale |
| Athlète            | Épreuve          | Temps       | Rang        | Temps            | Rang             | Temps        | Rang         | Temps   | Rang   |
| ------------------ | ---------------- | ----------- | ----------- | ---------------- | ---------------- | ------------ | ------------ | ------- | ------ |
| Martha Ernstdottir | Marathon         | Non disputé | Non disputé | Non disputé      | Non disputé      | Non disputé  | Non disputé  | DNF     | /      |
| Guorun Arnardottir | 400 mètres haies | 56 s 30     | 2e          | Non disputé      | Non disputé      | 54 s 82      | 5e           | 54 s 63 | 7e     |

| Athlète               | Épreuve          | Qualification | Qualification | Finale      | Finale             |
| Athlète               | Épreuve          | Performance   | Rang          | Performance | Rang               |
| --------------------- | ---------------- | ------------- | ------------- | ----------- | ------------------ |
| Vala Flosadóttir      | Saut à la perche | 4,30 m        | 1er           | 4,50 m      | Médaille de bronze |
| Porey Edda Elisdottir | Saut à la perche | 4,00 m        | 22e           | Eliminé     | Eliminé            |